# Chynów (gmina)
Chynów (daw. gmina Drwalew oraz gmina Rososz) – gmina wiejska w województwie mazowieckim, w powiecie grójeckim. W latach 1975–1998 gmina położona była w województwie radomskim.
Siedziba gminy to Chynów.
Według danych z 30 czerwca 2004 gminę zamieszkiwały 9393 osoby.

## Położenie
Obszar gminy znajduje się w centralnej części w województwa mazowieckiego, w północnej części powiatu grójeckiego, w odległości ok. 40 km w kierunku południowym od Warszawy.

Z gminą graniczą z następujące gminy: od północy Prażmów, od pn.-wsch. Góra Kalwaria, od południa Jasieniec, płd.-wsch. Warka, od zachodu Grójec.

### Obszar i struktura powierzchni
Powierzchnia gminy: 137,07km², co stanowi 9,91% powierzchni powiatu.
Użytki rolne zajmują 80,8% powierzchni gminy (grunty orne 45,3%, sady 18,5%, trwałe użytki zielone 16,2%, grunty pod wodami 0,8%), lasy i grunty zadrzewione 13,6%, grunty zabudowane 4,9%, nieużytki 0,7%.

## Infrastruktura

### Transport
Dogodne połączenie drogowe na obszarze gminy tworzą: droga krajowa nr 50 Grójec – Góra Kalwaria oraz część dróg powiatowych, uzupełnieniem których są drogi gminne. Na obszarze gminy istnieje komunikacja publiczna obsługiwana przez PKS Grójec.
Przez teren gminy przebiega linia kolejowa relacji Warszawa – Radom – Kielce – Kraków, na której zlokalizowana jest stacja w Chynowie oraz przystanki w Krężelu i Sułkowicach. Przewozy towarowe związane są z gospodarką gminy, głównie spedycją owoców z rejonu grójeckiego.

### Zaopatrzenie
Z sieci wodociągowej korzysta ok. 80% mieszkańców gminy, pozostali korzystają z indywidualnych ujęć wody. Sieć gazowa obsługuje kilkanaście miejscowości gminnych. Na terenie gminy znajduje się biologiczno-mechaniczna oczyszczalnia ścieków w Sułkowicach.

## Gospodarka
Dominującą funkcję gospodarczą gminy pełni rolnictwo, stanowiące 80% przestrzeni gminy. Na terenie gminy znajduje się 2300 gospodarstw, z przewagą gospodarstw o pow. 2-5 ha. Uprawia się: zboża, ziemniaki, buraki cukrowe, rośliny okopowe pastewne oraz truskawki.
Głównym kierunkiem w produkcji zwierzęcej jest chów bydła mlecznego, zaś uzupełniającym trzoda chlewna i drób. Gmina znajduje się w rejonie o ukształtowanej specjalizacji sadowniczej o znaczeniu krajowym, w tzw. grójecko-wareckim zagłębiu sadowniczym. Powierzchnia nasadzeń sadowniczych w gminie wynosi ok. 2540 ha.

## Demografia

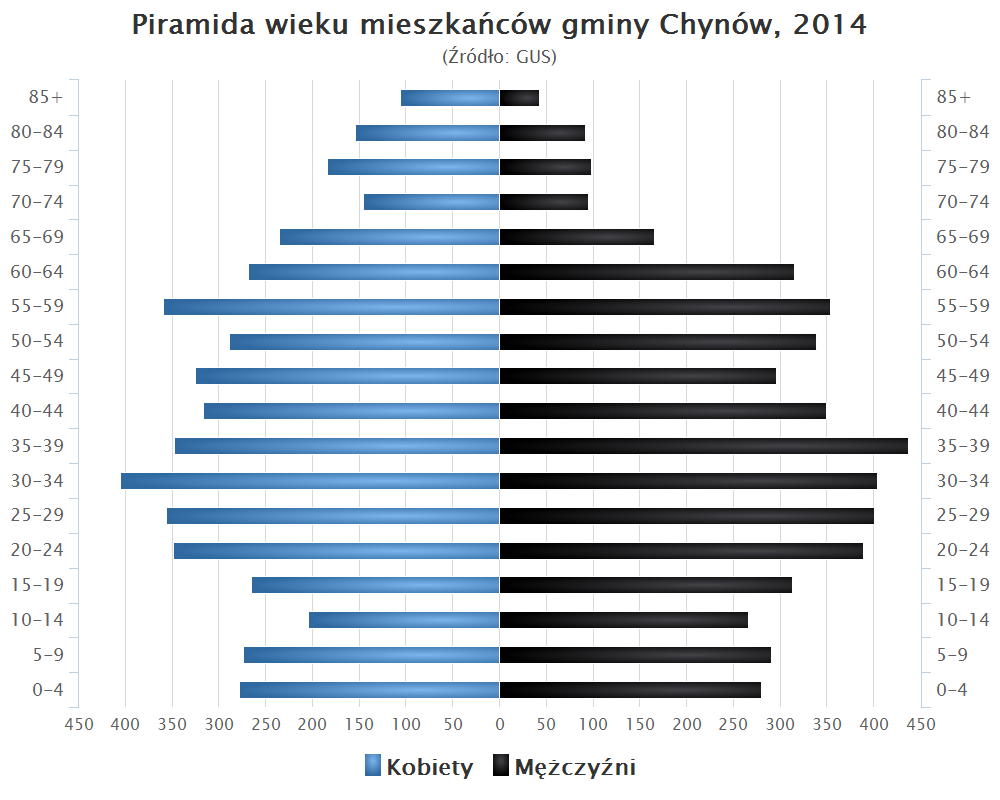
Piramida wieku mieszkańców gminy Chynów w 2014 roku

Dane z 30 czerwca 2004:
| Opis                              | Ogółem | Ogółem | Kobiety | Kobiety | Mężczyźni | Mężczyźni |
| --------------------------------- | ------ | ------ | ------- | ------- | --------- | --------- |
| Jednostka                         | osób   | %      | osób    | %       | osób      | %         |
| Populacja                         | 9393   | 100    | 4641    | 49,4    | 4752      | 50,6      |
| Gęstość zaludnienia [mieszk./km²] | 68,5   | 68,5   | 33,9    | 33,9    | 34,7      | 34,7      |

## Sołectwa
Adamów Rososki, Barcice Drwalewskie, Barcice Rososkie, Budy Sułkowskie, Budziszyn, Budziszynek, Chynów (sołectwa: Chynów i Chynów-Wola), Dąbrowa Duża, Dobiecin, Drwalew, Drwalewice, Edwardów, Franciszków, Gaj Żelechowski, Gliczyn, Grobice, Henryków, Jakubowizna, Janów, Jurandów, Krężel, Kukały, Lasopole, Ludwików, Machcin, Marianów, Martynów, Marynin, Mąkosin, Milanów, Nowe Grobice, Ostrowiec, Pawłówka, Pieczyska (Pieczyska, Adamów Drwalewski), Piekut, Przyłom, Rososz, Rososzka (Rososzka, Zbyszków), Staniszewice (Grabina, Kozłów, Staniszewice), Sułkowice (sołectwa: Sułkowice (Hipolitów, Sułkowice) i Sułkowice-Osiedle), Watraszew, Węszelówka, Widok, Wola Kukalska (Sikuty, Wola Kukalska), Wola Pieczyska, Wola Żyrowska, Wygodne, Zalesie (Zalesie, Zadębie), Zawady, Żelazna, Żelechów (Nowy Żelechów, Żelechów), Żyrów.

## Pozostałe miejscowości
Adamów Drwalewski, Grabina, Hipolitów, Janina, Kozłów, Nowy Żelechów, Sikuty, Zadębie, Zbyszków.

## Sąsiednie gminy
Góra Kalwaria, Grójec, Jasieniec, Prażmów, Warka

## Zabytki
- Chynów – najstarszy kościół modrzewiowy na Mazowszu pochodzący z przełomu XVI i XVII wieku.
- Drwalew – zespół kościoła parafialnego z XVIII w. oraz zespół pałacowo-parkowy z poł.XIX w.
- Budziszyn – zespół dworsko-parkowy z XIX w.
- Żyrów – park w stylu angielskim z przełomu XIX/XX w.